# Metacatharsius troglodytes
Metacatharsius troglodytes är en skalbaggsart som beskrevs av Karl Henrik Boheman 1857. Metacatharsius troglodytes ingår i släktet Metacatharsius och familjen bladhorningar. Inga underarter finns listade i Catalogue of Life.